# Light + Shade
Light + Shade is het 23e studioalbum van Mike Oldfield.

## Inleiding
Het was zijn eerste album bij zijn nieuwe platenlabel Mercury Records. Oldfield gebruikte voor dit album nieuwe muziek als ook geremixte versies van eerdere albums en muziek voor virtual reality-spellen, zoals van Tr3s lunas. Het album valt conform de titel van het album in twee delen uiteen, luchtige stukken op cd1 en zwaardere stukken op cd2. Het begeleidende boekwerkje heeft dezelfde indeling. Fans konden zelf van vier tracks op het album zelf remixen maken; ze werden weergegeven via U-MIX (Quicksilver, Our father, Slipstream, Angelique).
Opnamen vonden plaats in de thuisstudio van Oldfield in zijn huis in Buckinghamshire. Daarbij werd ook gebruik gemaakt van Vocaloid. De stem van Miriam Stockley werd elektronisch bewerkt met dat programma.

## Musici
- Mike Oldfield – alle muziekinstrumenten
- Miriam Stockley – zangstem
- Christopher von Deylen - programmeerwerk

## Muziek
| Nr. | Titel                               | Duur  |
| --- | ----------------------------------- | ----- |
| 1.  | Angelique (Oldfield)                | 4:40  |
| 2.  | Blackbird (Oldfield)                | 4:39  |
| 3.  | The gate (Oldfield)                 | 4;14  |
| 4.  | First steps (Oldfield, Robyn Smith) | 10:02 |
| 5.  | Closer (Oldfield)                   | 2:51  |
| 6.  | Our father (Oldfield)               | 6:50  |
| 7.  | Rocky (Oldfield)                    | 3:19  |
| 8.  | Sunset (Oldfield)                   | 4:47  |
| 9.  | Pres de toi (Oldfield)              | 4:47  |

| Nr. | Titel                                        | Duur |
| --- | -------------------------------------------- | ---- |
| 1.  | Quicksilver (Oldfield)                       | 5:55 |
| 2.  | Resolution (Oldfield)                        | 4:33 |
| 3.  | Slipstream (Oldfield)                        | 5:15 |
| 4.  | Surfing (Oldfield)                           | 5:36 |
| 5.  | Tears of an angel (Oldfield)                 | 5:38 |
| 6.  | Romance (Oldfield)                           | 4:00 |
| 7.  | Ringscape (Oldfield, Robyn Smith)            | 4:22 |
| 8.  | Nightshade (Oldfield, Chrstopher von Deylen) | 5:11 |
| 9.  | Lakme (Oldfield)                             |      |
| 10. | Cook’s tune (Oldfield)                       |      |

Quicksilver (Kwik) verwijst naar Mercury Records (Mercury is eveneens Kwik). Voor Closer en Romance speelde Oldfield leentjebuur bij de hymne Nearer, my God, to Thee respectievelijk een anonieme Romance uit de klassieke muziek. Ook Lakme kent haar basis in de klassieke muziek: het bloemenduet uit Lakmé van Léo Delibes.

## Ontvangst
Duitsland (3 weken, hoogste 26), Frankrijk (4 weken, hoogste 78), Italië (3 weken, hoogste 45), Spanje (11 weken, hoogste 9) en Zwitserland (1 week, hoogste 76) kenden noteringen in de albumlijsten. Nederland, België en Engeland lieten verstek gaan.
Tubular Bells · Hergest Ridge · Ommadawn · Incantations · Platinum · QE2 · Five miles out · Crises · Discovery · The Killing Fields · Islands · Earth Moving · Amarok · Heaven's open · Tubular Bells II · The songs of distant earth · Voyager · Tubular Bells III · Guitars · The Millennium Bell · Tr3s lunas · Tubular Bells 2003 · Light + Shade · Music of the Spheres · Man on the Rocks · Return to Ommadawn ·